# ویلیام فارگو
ویلیام فارگو (به انگلیسی: William Fargo) (زاده ۲۰ مه ۱۸۱۸ - درگذشته ۳ اوت ۱۸۸۱) کارآفرین، سیاست‌مدار و بانکدار آمریکایی بود، که با مشارکت هنری ولز، در سال ۱۸۵۰ شرکت آمریکن اکسپرس را تأسیس نمود. یک سال بعد، در ۱۸۵۱ باز هم با همکاری مستقیم ولز، بانک ولز فارگو را بنیان نهاد.